# Снежная (гора, Приморский край)
Сне́жная — одна из вершин горной системы Сихотэ-Алинь. Гора находится в центральной части Приморского края, по вершине проходит административная граница между Чугуевским и Ольгинским муниципальными районами.
Высота горы Снежной 1682,3 метра над уровнем моря, это одна из высочайших вершин Приморского края. Кроме того, это одна из вершин с самым большим относительным превышением. Перепад высот от верховьев ручья Снежный до вершины составляет 1120 м. Вершина каменистая с установленным геодезическим знаком.
Южные и восточные склоны Снежной — одно из немногих лавиноопасных мест на территории Южного Приморья. Объёмы снежных лавин могут доходить до 10 тыс. м³.
На склонах горы, в Ольгинском районе, к северо-востоку от горы Облачная, находятся истоки реки Уссури.